# Grand Pain
«Grand Pain» —en español: «Magnífico Dolor»— es una canción de la banda japonesa Lareine lanzada el 18 de octubre de 2000 como sencillo de su tercer álbum de estudio Scream. Fue escrita por Kamijo quien se encontraba como solista dentro de la banda debido al abandono de los demás miembros.
Alcanzó el puesto número 64 en las listas semanales de Oricon Style.

## Antecedentes
El sencillo fue lanzado por Kamijo como solista en Lareine, poco después de que los demás integrantes abandonaran la banda, Emiru por diferencias musicales, mientras que Machi y Mayu porque no querían estar en una banda incompleta. Kamijo formó su propio sello discográfico Applause Records para los lanzamientos de la banda, siendo «Grand Pain» el primero.

## Lista de canciones
| CD   |                             |        |                        |          |  |
| N.º  | Título                      | Letras | Música                 | Duración |  |
| 1.   | «Grand Pain»                | Kamijo | Kamijo y Jimmy Sakurai | 4:10     |  |
| 2.   | «Grand Pain» (Instrumental) |        | Kamijo y Jimmy Sakurai | 4:11     |  |
| 8:21 |                             |        |                        |          |  |

| VHS, Edición limitada |                              |        |                        |          |  |
| N.º                   | Título                       | Letras | Música                 | Duración |  |
| 1.                    | «Grand Pain» (Video musical) | Kamijo | Kamijo y Jimmy Sakurai | 4:10     |  |
| 2.                    | «Grand Pain» (Making)        |        |                        | 4:11     |  |
| 8:29                  |                              |        |                        |          |  |

## Créditos
- Composición, vocalista y guitarra eléctrica – Kamijo
- Guitarra eléctrica – Jimmy Sakurai
- Arreglos - J.F.K.
- Bajo y batería – Takuya Fuji
- Masterización - Toshiya Horiuchi
- Grabación y mezcla – Toshihiko Oguro

Fuente: Discogs.